# Saša Zdjelar
Saša Zdjelar (ur. 20 marca 1995 w Belgradzie) – serbski piłkarz występujący na pozycji pomocnika w CSKA Moskwa.